# Rheumaptera digitata
Rheumaptera digitata là một loài bướm đêm trong họ Geometridae.